# (163250) 2002 GH1
2002 جي إتش 1 (ويعرف أيضًا باسم (163250) 2002 جي إتش 1 وفق تسمية الكوكب الصغير) (بالإنجليزية: 2002 GH1)‏ هو كويكب ضمن حزام الكويكبات؛ وترتيبه 163250 من حيث الاكتشاف.
اكتُشف هذا الجُرم الفلكي بواسطة بحث لنكولن عن الكويكبات القريبة من الأرض في 4 أبريل 2002.

## وصلات خارجية
- (163250) 2002 GH1 في قاعدة بيانات مختبر الدفع النفاث لأجرام النظام الشمسي الصغيرة

- الاكتشاف · مخطط المدار ·  العناصر المدارية · المعلمات المادية

- (163250) 2002 GH1 على موقع ويكي سكاي: DSS2, SDSS, GALEX, IRAS, Hydrogen α, X-Ray, Astrophoto, Sky Map, Articles and images